# Masahiro Okamoto
Pour les articles homonymes, voir Masahiro et Okamoto.
Masahiro Okamoto (岡本 昌弘, Okamoto Masahiro) est un footballeur japonais né le 17 mai 1983. Il est gardien de but.

## Palmarès
- Vainqueur de la Coupe de la Ligue japonaise en 2006 avec le JEF United Ichihara Chiba